# Mane Attraction
Mane Attraction è il quarto album in studio della rock band statunitense White Lion, pubblicato nell'aprile del 1991 dalla Atlantic Records.
Ha raggiunto la posizione numero 61 della Billboard 200 negli Stati Uniti e la posizione numero 31 della Official Albums Chart nel Regno Unito.

## Storia
Dopo due anni passati a comporre e registrare nuovo materiale, i White Lion pubblicarono Mane Attraction nella primavera del 1991. L'album venne ben accolto dai fan del gruppo, ma sfortunatamente fallì l'accesso alla top 20 in classifica, non riuscendo a bissare il successo dei due dischi precedenti. Tale insuccesso fu dettato principalmente dall'ascesa del movimento grunge, che stava spodestando dalle classifiche la maggior parte delle band pop metal degli anni '80. Per questo motivo, il nuovo album dei White Lion ricevette pochissimo, se non del tutto nullo airplay.
Vennero estratti i singoli Love Don't Come Easy, che raggiunse la posizione numero 24 della classifica Mainstream Rock Songs, Lights and Thunder e una nuova versione del singolo di debutto della band, Broken Heart. La canzone Out with the Boys venne pubblicata come raro singolo promozionale. L'album contiene inoltre l'unico pezzo strumentale registrato dai White Lion, Blue Monday, composta come tributo al famoso chitarrista Stevie Ray Vaughan, morto mentre la band stava lavorando al disco.
Il bassista James Lomenzo e il batterista Greg D'Angelo lasciarono i White Lion poco dopo la pubblicazione dell'album, citando "differenze musicali", e vennero rispettivamente rimpiazzati dai turnisti Tommy "T-Bone" Caradonna e Jimmy DeGrasso (quest'ultimo già batterista dei Y&T). Dopo un breve tour in supporto a Mane Attraction, Mike Tramp e Vito Bratta decisero di sciogliere il gruppo con un concerto al Channel Club di Boston nel settembre del 1991.
Venne realizzato un video musicale per il brano Farewell to You contenente alcuni momenti dell'ultimo tour della band. Il video è stato poi inserito nella VHS Escape from Brooklyn del 1992.
Dopo un tentativo fallito di riunire ufficialmente i White Lion senza Bratta, Tramp rifonderà i White Lion con una formazione completamente riassemblata nel 2005 e inciderà un nuovo album di inediti intitolato Return of the Pride nel 2008, a diciassette anni di distanza dall'uscita di Mane Attraction.

## Tracce
Tutte le canzoni sono state composte da Vito Bratta e Mike Tramp.
1. Lights and Thunder – 8:09
2. Broken Heart – 4:08
3. Leave Me Alone – 4:26
4. Love Don't Come Easy – 4:10
5. You're All I Need – 4:27
6. It's Over – 5:17
7. Warsong – 6:57
8. She's Got Everything – 6:54 – solo nell'edizione CD
9. Till Death Do Us Part – 5:30
10. Out with the Boys – 4:32
11. Blue Monday – 4:20 – solo nell'edizione CD
12. Farewell to You – 4:21

## Formazione
- Mike Tramp – voce
- Vito Bratta – chitarre
- James Lomenzo – basso
- Greg D'Angelo – batteria

### Altri musicisti
- Kim Bullard – tastiere, sintetizzatori, organo Hammond
- Jai Winding – piano
- Ron Young – cori
- Tommy Funderburk – cori

### Sostituti in tour
- Tommy "T-Bone" Caradonna – basso
- Jimmy DeGrasso – batteria

## Classifiche
| Classifica (1991) | Posizione massima |
| ----------------- | ----------------- |
| Finlandia         | 25                |
| Germania          | 35                |
| Regno Unito       | 31                |
| Stati Uniti       | 61                |
| Svezia            | 23                |
| Svizzera          | 11                |